# Боец (Калинковичский район)
Боец (бел. Баец) — посёлок в Юровичском сельсовете Калинковичского района Гомельской области Белоруссии.

## География

### Расположение
В 34 км на юго-восток от районного центра и железнодорожной станции Калинковичи (на линии Гомель — Лунинец), 156 км от Гомеля.

## Транспортная сеть
Транспортные связи по просёлочной, затем автомобильной дороге Гомель — Лунинец. Планировка состоит из прямолинейной широтной улицы с переулком, застроенной двусторонне, деревянными крестьянскими усадьбами.

## История
Основан в начале 1920-х годов переселенцами из соседних деревень на бывших помещичьих землях. В 1930 году жители вступили в колхоз. В 1966 году к посёлку присоединён смежный посёлок № 1. В составе колхоза «50 лет БССР» (центр — деревня Берёзовка).
До 28 ноября 2013 года входил в Берёзовский сельсовет. После упразднения сельсовета присоединён к Юровичскому сельсовету.

## Население
- 1939 год — 234 жителя.
- 1959 год — 274 жителя (согласно переписи).
- 2004 год — 42 хозяйства, 78 жителей.